# 大理石山-225街車站
大理石山-225街車站（英語：Marble Hill - 225th Street station）是紐約地鐵IRT百老匯-第七大道線的慢車地鐵站，位於曼哈頓大理石山225街及百老匯交界，設有1號線（任何時候停站）列車服務。此站亦為曼哈頓最北端的地鐵站，儘管並非位於曼哈頓島上。

## 車站結構
| P 月台層 | 側式月台 | 側式月台                                  |
| P 月台層 | 北行慢車 | ← 往范科特蘭公園-242街 (231街)            |
| P 月台層 | 尖峰快車 | → 無定期服務                              |
| P 月台層 | 南行慢車 | → 往南碼頭 (215街) →                      |
| P 月台層 | 側式月台 |                                           |
| M        | 夾層     | 往出入口、車站詢問處、MetroCard自動售票機 |
| G        | 街道     | 出入口                                    |

此高架車站設有兩個側式月台和三條軌道，中央軌道不營運。

## 位置
此車站距離大都會北方鐵路哈德遜線大理石山車站步行距離少於0.2英哩。車站往南軌道即通過百老匯大橋往曼哈頓島。
今天車站和附近建築位於哈林河輪船運河，又稱為「斯派滕戴維爾溪」的北岸，地理上位於大陸。然而，此處曾經為曼哈頓島的一部分。運河於1895年興建，將此處和島嶼其餘部分分隔。原本的河床回填後，大理石山成為大陸的一部分，但出於行政和政治考慮，大理石山仍被視為曼哈頓的一部分。

## 外部連結
- nycsubway.org—IRT West Side: 225th Street
- Station Reporter – 1 Train
- The Subway Nut – Marble Hill–225th Street Pictures（页面存档备份，存于）
- 225th Street (North) entrance from Google Maps Street View
- 225th Street (South) entrance from Google Maps Street View
- Platforms from Google Maps Street View （页面存档备份，存于）